# Пател, Радж
Радж Пател (англ. Raj Patel) — британо-американский учёный, журналист, активист борьбы за права человека, писатель, длительный период живший в Зимбабве, Южной Африке и Соединенных Штатах. Получил известность благодаря публикации в 2008 году своей книги «Сытые и голодные: Тайная борьба за мировую продовольственную систему». Его новая книга «Ценность ничего» оказалась в списке бестселлеров «Нью-Йорк Таймс» в феврале 2010 года.

## Биография
Родился в Лондоне в 1972 году, в индийской семье от матери из Кении и отца с Фиджи, вырос в северо-западном районе Лондона Голдерс Грин, где его семья владела небольшим магазином. Пател получил степень бакалавра по философии, политики и экономике в Оксфордском университете, магистратуру закончил в Лондонской школе экономики, степень PhD по социологии развития получил в Корнеллском университете США в 2002 году. Посещал занятия в Йельском университете и Калифорнийском университете в Беркли. Академическую практику Радж Пател проходил во Всемирном банке, во Всемирной торговой организации (ВТО) и ООН. С тех пор он решительно критикует все эти организации и говорит, что, выступая против них, не раз подвергался атакам слезоточивым газом на четырёх континентах.
В 1999 году Пател был одним из многих организаторов громких общественных выступлений против ВТО в Сиэтле, организовал поддержку движению «Продовольственный суверенитет». Позднее он активно работал в Зимбабве и Южной Африке. Режим Мугабе отказал Радж Пателу в продлении визы за его политические симпатии к демократическим движениям. Через свою деятельность «продовольствие для всех» он связан с международным движением крестьян Виа Кампесина, а через работу для городской бедноты связан с африканскими движениями «Абахлали басеМжёндоло» и «Безземельные люди». Он опубликовал множество критических статей о политических и псевдонаучных методах Всемирного банка и был соредактором, с Кристофером Бруком, левого онлайн журнала «Голос Черепахи».
Он продолжает преподавать в Центре изучения Африки Калифорнийского университета в Беркли, является членом «Института продовольствия и политики развития» (англ. Food First) в Окленде (Калифорния), а также сотрудничает с «Институтом развития» в Южной Африке.
В 2007 году Пател был приглашён в качестве основного докладчика на выпускной церемонии университета «Абахлали басеМжёндоло». Он — администратор сайта этой организации. В 2008 году его пригласили выступить с докладом о глобальном продовольственном кризисе перед «Комитетом Дома Финансовых Услуг» США.
В 2009 году он присоединился к консультативному правлению кампании «Корпоративная ответственность за международные ценности» по продовольствию.
Радж Пател стал гражданином США 7 января 2010 года.

### «Международная взаимопомощь»
В январе 2010 года после объявления, которое сделал Бенджамин Крем, главный редактор журнала «Международная взаимопомощь», некоторые сторонники религиозного движения «Международная взаимопомощь» (англ. Share International) заключили, что, возможно, Радж Пател — это Майтрея, Всемирный Учитель. Сам Радж Пател отрицал, что он Майтрея.

### Политические взгляды
Радж Пател говорил о себе «я не коммунист, а всего лишь человек, свободный от предубеждений». Являясь либертарным социалистом и сторонником прямой демократии, имеет «очень сильные анархистские симпатии».

## Книги Р. Патела
- Ценность ничего. Как переделать рыночное общество и пересмотреть демократию (русский перевод 2012)[4]
- Сытые и голодные. Тайная борьба за мировую продовольственную систему (2008)
- Голоса бедных. Нас кто-нибудь слышит?
- Земля обетованная. Конкурентные взгляды на аграрную политику.
- Голодные бунты! Кризис и жажда справедливости (2009)
- A History of the World in Seven Cheap Things[англ.] (2018)

## Научные труды
- Краткий Политический Курс в Университете Abahlali baseMjondolo
- Избранные вопросы земледелия: Методологическое обсуждение Abahlali baseMjondolo с Движением безземельных крестьян. Durban, 2007

## Журналистика
- Список статей Радж Патела, которые можно скачать онлайн
- Р. Пател. Может ли планета прокормить 10 миллиардов человек?

## Телевизионные интервью и дебаты с Радж Пателом
- Интервью Радж Патела о голодных бунтах на телепередаче «Демократия сейчас», 8 апреля 2008 года
- Радж Пател на Национальном общественном радио, 18 мая 2008 года
- Радж Пател, интервью в «Нью-Йорк Таймс», 3 июня 2008 года
- Видео (и аудио) интервью/обсуждение с Радж Пателом Меган Макардл на Bloggingheads.tv
- Телевизионный форум, дискуссия с Радж Пателом о его книге «Сытые и голодные»
- Свобода выбора — это миф (интервью)
- О тяжелом кризисе в США, ноябрь 2009
- Телепередача «Демократия сейчас», 12 января 2010 года
- Радж Пател на телешоу The Colbert Report в США 12 января 2010 года
- Интервью телепередаче «Утренний кофе» MSNBC, 13 января 2010 года
- Эми Гудман беседует с Радж Пателом и Наоми Клеин, 13 января 2010 года (недоступная ссылка)
- Интервью на Tavis Smiley, 25 января 2010 года
- Обсуждение книги «Ценность ничего» на KRON Новости, 31 января 2010 года
- Дебаты в публичной библиотеке Торонто, 1 февраля 2010 года (недоступная ссылка)
- Радж Пател говорит о системе свободного рынка на телепередаче Час Си-би-си, 5 февраля 2010 года
- Телефонное интервью на телешоу The Colbert Report: Радж Пател, вы Мессия? 15 марта 2010 года
- Телеинтервью UCF: Глобальные Перспективы продовольствия, 23 марта 2010 года
- Интервью по Радио Treehugger, 13 мая 2010 года
- SlowTV, на Фестивале Сиднейских писателей, 23 мая 2010 года
- Завтрак с Фран Келлай, Национальное Радио ABC, 24 мая 2010 года
- Сражение за Мировую продовольственную Систему, телеинтервью, 3 июня 2010 года
- Радж Пател, интервью: как Южная Африка расправилась с бедными // «Демократия Сейчас!», 11 июня 2010 года